# British Airways
British Airways je největší britská letecká společnost, byla založena 31. března 1924 pod názvem Imperial Airways. Řadí se do skupiny leteckých společností International Airlines Group, což je 3. největší letecká společnost v Evropě. Sesterské společnosti British Airways jsou BA CityFlyer, OpenSkies a British Airways World Cargo. Společnost British Airways byla založena na letišti Londýn–Heathrow, které je jejím hlavním působištěm. Vedlejším působištěm je letiště Londýn–Gatwick. British Airways od roku 1992 každoročně přepravuje více než 30 milionů pasažérů, nejvíce cestujících bylo přepravených v roce 2002, 40 milionů, v roce 2015 společnost přepravila 39,3 mil. cestujících. V roce 2013 společnost obdržela první z několika objednaných největších osobních letadel světa Airbus A380, v minulosti vlastnila například nadzvukový dopravní letoun Concorde.
V roce 2019 se British Airways staly aerolinkami roku.

## Praha

### Praha – Londýn Heathrow

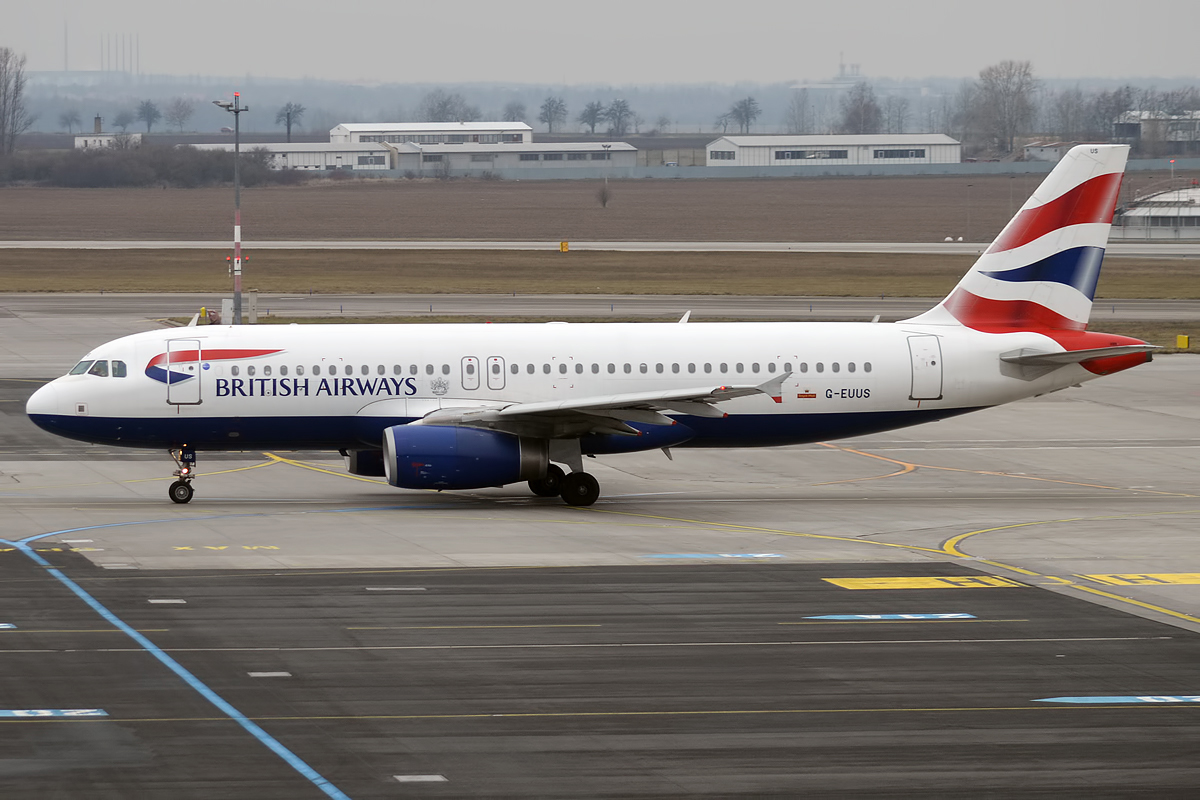
Airbus A320 společnosti British Airways na letišti Václava Havla v Praze, 2016

British Airways od roku 1936 létají pravidelně do Prahy, což je jediná destinace této společnosti v Česku. Poprvé tato linka začala být provozována letounem Douglas DC-3 pod názvem British European Airways, trvala 4,5 hodiny. V minulosti do Prahy British Airways létaly s letadly Boeing 737, BAC1-11-510, HS121 Trident 2E, několikrát se na této trase ukázaly také Airbus A321, Boeing 757, 767 nebo Concorde, který předvedla společnost v Praze poprvé v roce 1986 při příležitosti padesátiletého výročí pravidelného leteckého spojení Londýna a Prahy.
V současnosti spojuje Prahu a Londýnský Heathrow s průměrnou frekvencí až čtyř letů denně (maximálně pět), celkem 27 frekvencí týdně. Nejčastěji s Airbusem A320 či A319. Od zimní letové sezóny 2018 bude mít linka 34 letů týdně, s průměrnou frekvencí pět letů denně.

### Praha – Londýn City
Od 29. října 2017 British Airways spojují Prahu a letiště Londýn–City (LCY), linka létá denně. Létají na ní typy letounů Embraer 170 či 190. Rok po zahájení se létalo 6x týdně, od podzimu 2018 již každý den.

## Služby
Věrnostní letecký program se nazývá Executive Club. Slogan zní: „To fly. To serve", v překladu: „Létat. Obsluhovat.". British Airways používají svůj vlastní font nazvaný Mylius Modern.
Od září 2016 neposkytuje společnost v ekonomické třídě jídlo ani pití na letech kratší než 5 hodin. Reagovala tak na stížnosti pasažérů na nízkou kvalitu jídla. Zákazníci si mohou jídlo a pití dokoupit na palubě. V obchodní a první třídě poskytuje jídlo zdarma nadále.

## Flotila

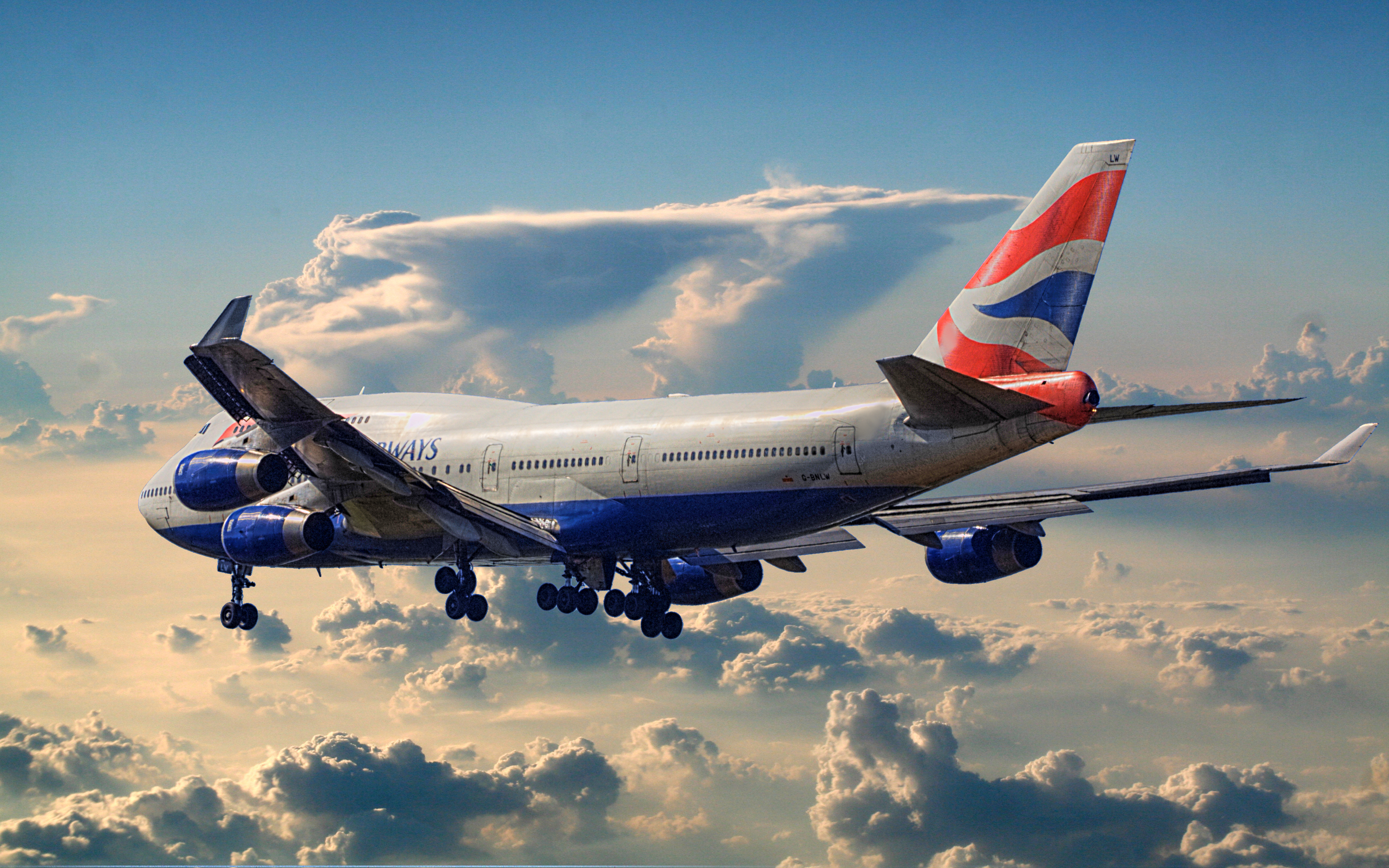
Boeing 747-400 v barvách British Airways, rok 2006

Letecká společnost 16. července 2020 oznámila, že v důsledku poklesu cestování způsobenému globální pandemií covidu-19, budou vyřazeny z flotily všechny letouny Boeing 747. Aerolinka byla největším provozovatelem tohoto typu letounu. Ve flotile jich měla 32.
K lednu 2025 společnost vlastnila 273 letadel:
| Letadlo          | Fotografie | Počet | Cestující |
| ---------------- | ---------- | ----- | --------- |
| Airbus A319-100  |            | 27    | 144       |
| Airbus A320-200  |            | 64    | 180       |
| Airbus A320neo   |            | 26    | 150       |
| Airbus A321-200  |            | 11    | 220       |
| Airbus A321neo   |            | 15    | 188       |
| Airbus A350-1000 |            | 18    | 331       |
| Airbus A380-800  |            | 12    | 469       |
| Boeing 777-200ER |            | 43    | 336       |
| Boeing 777-300ER |            | 16    | 297       |
| Boeing 787-8     |            | 12    | 214       |
| Boeing 787-9     |            | 18    | 216       |
| Boeing 787-10    |            | 11    | 256       |
| Celkem           |            | 273   |           |